# Pirna

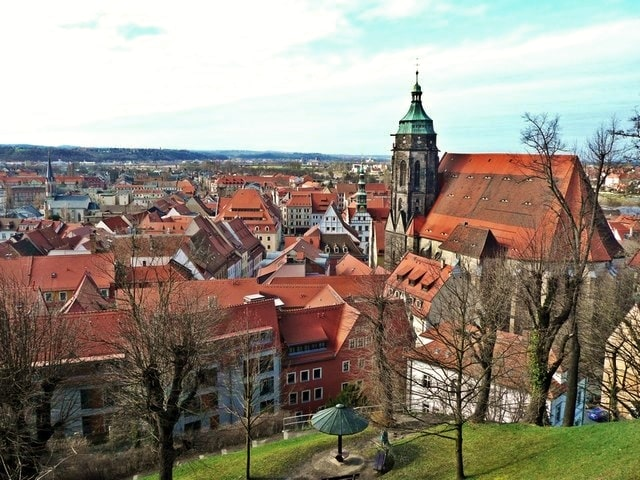
Het oude centrum van Pirna

Pirna is een gemeente en plaats in de Duitse deelstaat Saksen. Het is de Kreisstadt van de Landkreis Sächsische Schweiz-Osterzgebirge.
Pirna telt 38.284 inwoners.

## Toerisme
Pirna is het beginpunt van de Saksische Wijnwandelweg, die langs wijnvelden en wijnhuizen voert. Ook de Malerweg, een wandelroute door Saksisch Zwitserland, loopt door Pirna. Deze route is in het verleden door vele landschapsschilders gebruikt om schilderachtige plekken te vinden.

## Partnersteden
- Děčín (Tsjechië)

## Geboren in Pirna
- Johann Tetzel (ca. 1465-1519), Dominicaan en aflaatprediker
- Ramona Neubert (1958), meerkampster
- Michael Rösch (1983), biatleet